# کوئین کریک (آریزونا)
کوئین کریک (به انگلیسی: Queen Creek) شهری در شهرستان مریکوپا ایالت آریزونا است که در سرشماری سال ۲۰۱۰ میلادی، ۲۶٬۳۶۱ نفر جمعیت داشته است. کوئین کریک، به‌طور رسمی در تاریخ ۱۹۸۹ میلادی به‌عنوان یک شهر شناخته شد.